# Политехничка школа „Милутин Миланковић” Крушевац
Политехничка школа „Милутин Миланковић” Крушевац је једна од установа државног средњег образовања на територији града Крушевца.
Прве школе за обучавање будућих занатлија, јавиле су се на подручју Kрушевца крајем 19. и почетком 20. века. Реформом школства и расформирањем образовних центара, регистрована је Техничка школа 1991. године у Kрушевцу.
Школа има највећи избор образовних профила и будућих занимања: шест четворогодишњих и три трогодишња смера.
Школа располаже са 13 класичних учионица, 2 текстилне радионице, 3 кабинета за информатику, 3 радионице за грађевинску и дрвопрерађивачку струку. Одвијање наставе отежано је због мањка простора, јер се добар део школског простора користи заједно са ученицима Економско-трговинске школе.